# Fliegerersatz Abteilung Nr. 10
Fliegerersatz Abteilung Nr. 10 – FEA 10 – jedna z 17 jednostek lotnictwa niemieckiego Luftstreitkräfte z początkowego okresu I wojny światowej tego typu. Dosłownie Lotniczy Oddział Uzupełnień w Böblingen.

## Informacje ogólne
Jednostka została utworzona już po wybuchu wojny 19 maja 1915 roku w Böblingen. Jednostka stacjonowała tamże do zakończenia I wojny światowej.
Jednostka prowadziła szkolenie pilotów i obserwatorów dla jednostek liniowych np. Feldflieger Abteilung. W późniejszym okresie szkolenie obserwatorów zostało wydzielone do specjalnych szkół Fliegerbeobachterschulen (FBS).
W jednostce służyli m.in. Oskar Barth, Viktor Schobinger, Adolf Auer.
W jednostce zostały utworzone m.in. następujące eskadry myśliwskie: Jasta 8, Jasta 28, Jasta 47, Jasta 64.

## Dowódcy Jednostki
| Stopień | Nazwisko                  | Okres                   |
| ------- | ------------------------- | ----------------------- |
|         |                           | 19.05.1915 – xx.09.1917 |
| Kapitan | Ergon Graf von Berolingen | xx.09.1917 – 11.11.1918 |